# Ken Henry Johnsen
Ken Henry Johnsen (født 28. juli 1975) er en norsk fodbolddommer. Han har dømt internationalt under det internationale fodboldforbund FIFA siden 2010, hvor han er placeret i den europæiske dommergruppe som Category 3-dommer, der er det fjerde højeste niveau for internationale dommere. Han debuterede i Tippeligaen i 2009.

## Kampe med danske hold
- Den 12. oktober 2010: U21 Venskabskamp: Danmark – Frankrig 1-3.[2]
- Den 24. marts 2011: U21 Venskabskamp: Danmark – England 0-4. [3]